# Обдыр
Обдыр — река в России, течет по территории Княжпогостского района Республики Коми. Вытекает из болота Обдырнюр. Устье реки находится в 119 км по левому берегу реки Ёлва на высоте 115 м над уровнем моря. Длина реки составляет 58 км.
В 36 км от устья, по левому берегу реки впадает река Извож.

## Данные водного реестра
По данным государственного водного реестра России относится к Двинско-Печорскому бассейновому округу, водохозяйственный участок реки — Вычегда от города Сыктывкар и до устья, речной подбассейн реки — Вычегда. Речной бассейн реки — Северная Двина.
Код объекта в государственном водном реестре — 03020200212103000021753.